# Parc de la Cerisaie
Pour les articles homonymes, voir Cerisaie.
Le parc de la Cerisaie est un parc lyonnais de 4,5 ha. Situé dans le 4e arrondissement de Lyon à la Croix-Rousse, on y accède par la rue Chazière. En pente, il permet de rejoindre les quais de la Saône. Il est partiellement inscrit au patrimoine des monuments historiques depuis le 26 août 2015,.

## Histoire
Le parc doit son nom à un ancien verger de cerisiers.

Issu d'une propriété du XIXe siècle, il a été dessiné par René-Edouard André en 1913 et comprend environ 1200 arbres. Les Gillet, riches industriels à l'origine de Rhône-Poulenc, avaient acheté la colline au-dessus de leurs usines et fait bâtir une maison, désormais appelée Villa Gillet, du nom de ses anciens propriétaires.

La ville de Lyon a racheté le parc et la villa en 1963.

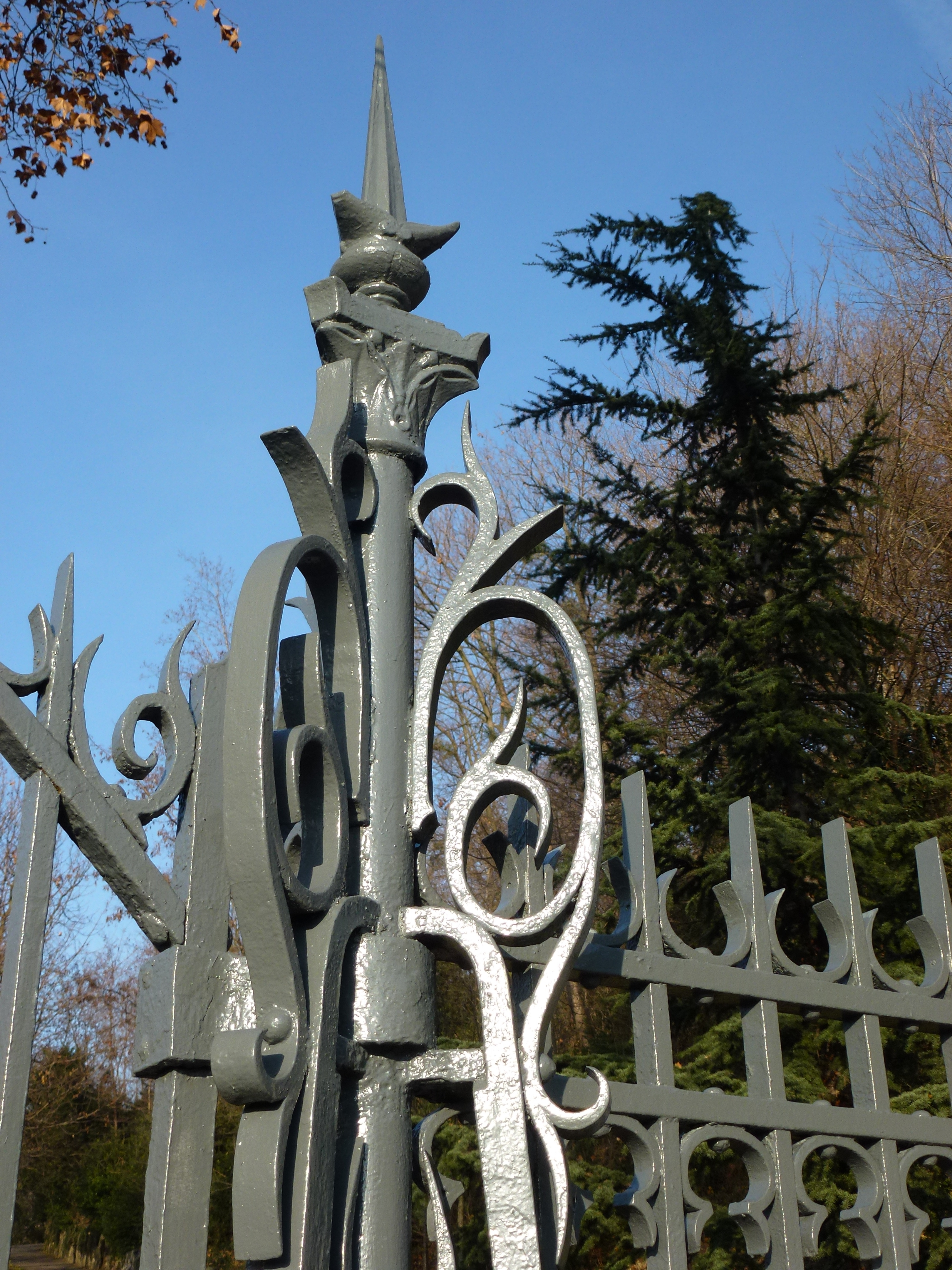
Détail de la grille d'entrée (par les Esses)
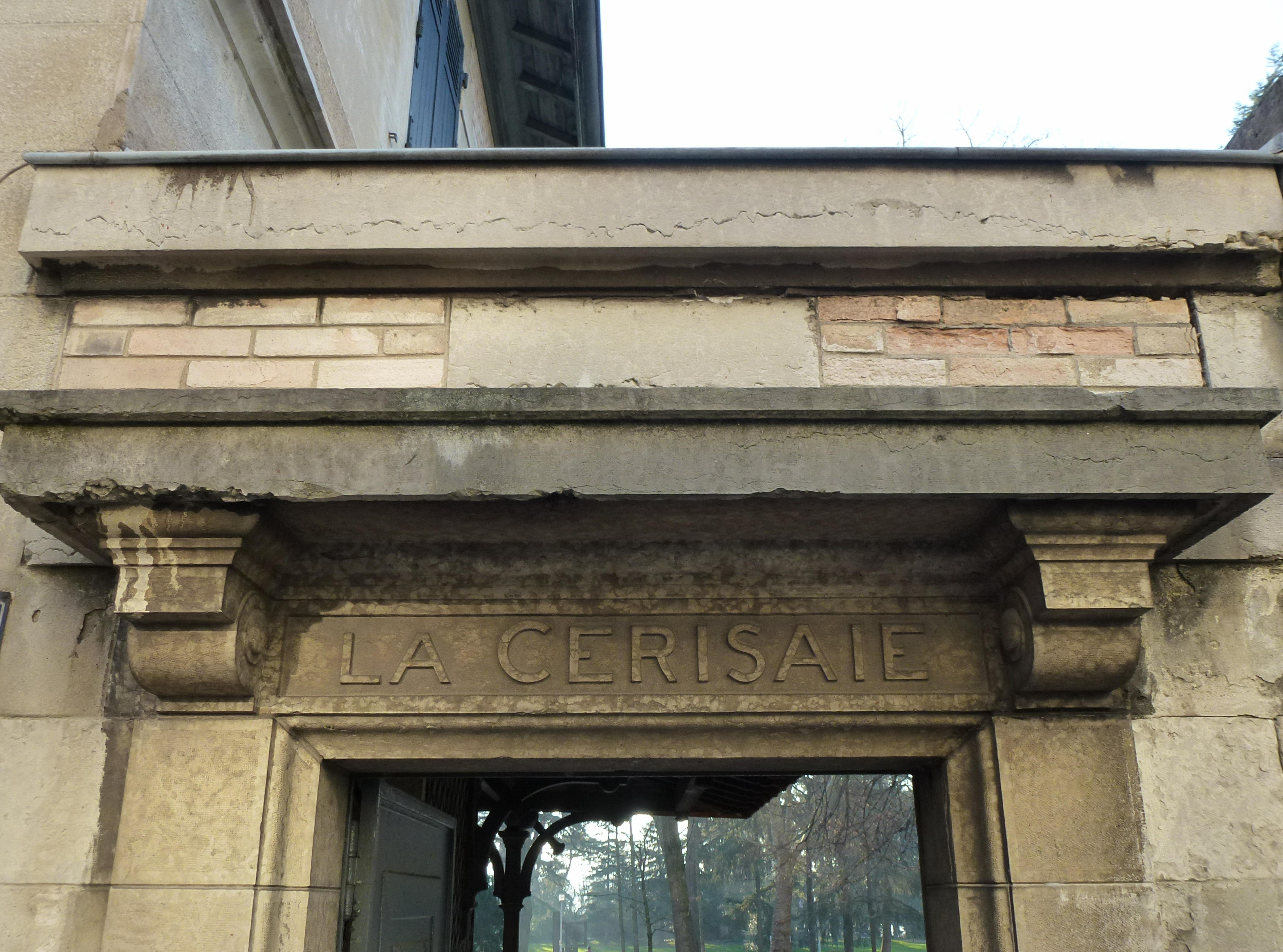
Détail de l'entrée (par la rue Chazière)
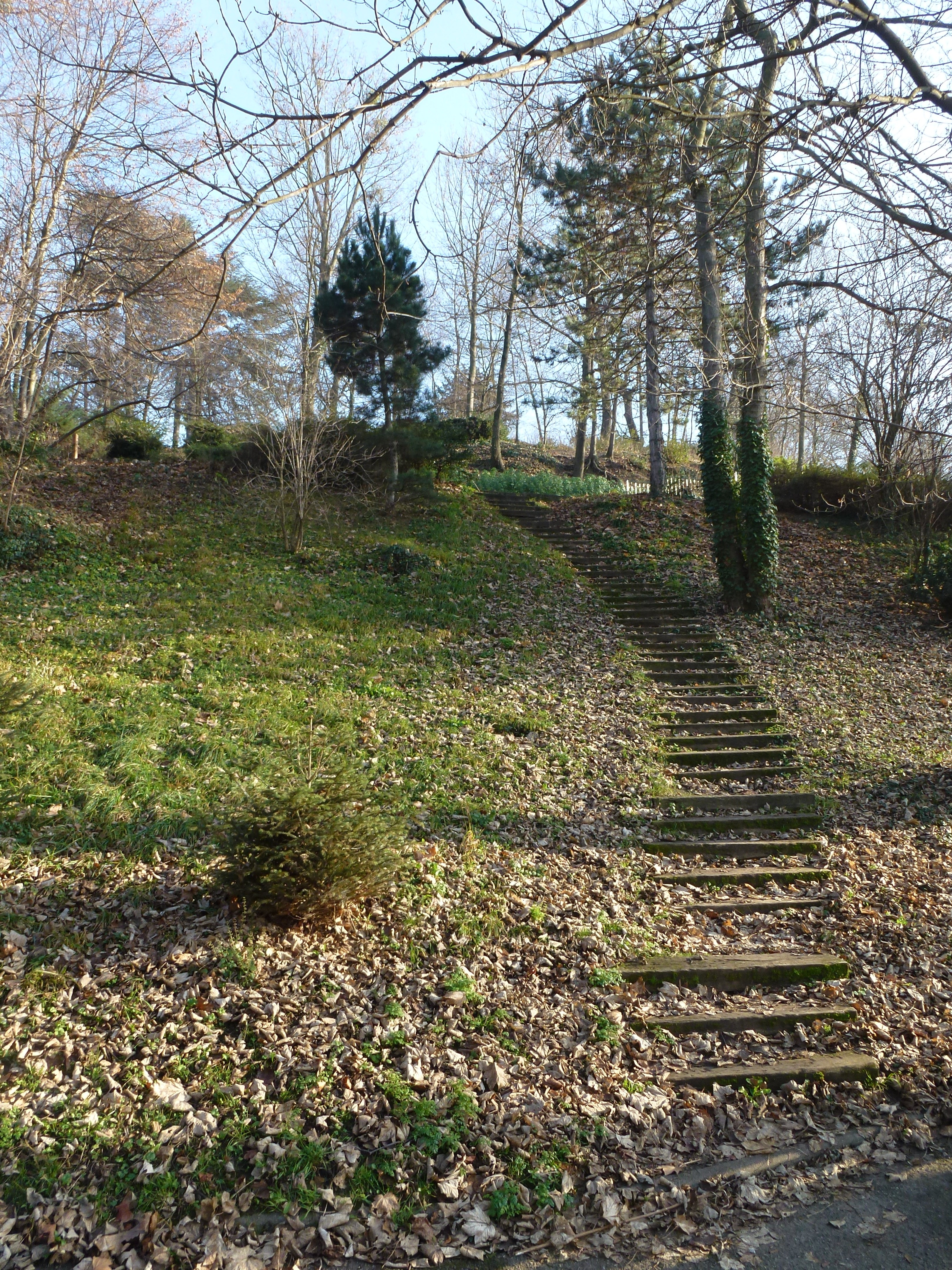
Escalier en traverses de chemin de fer
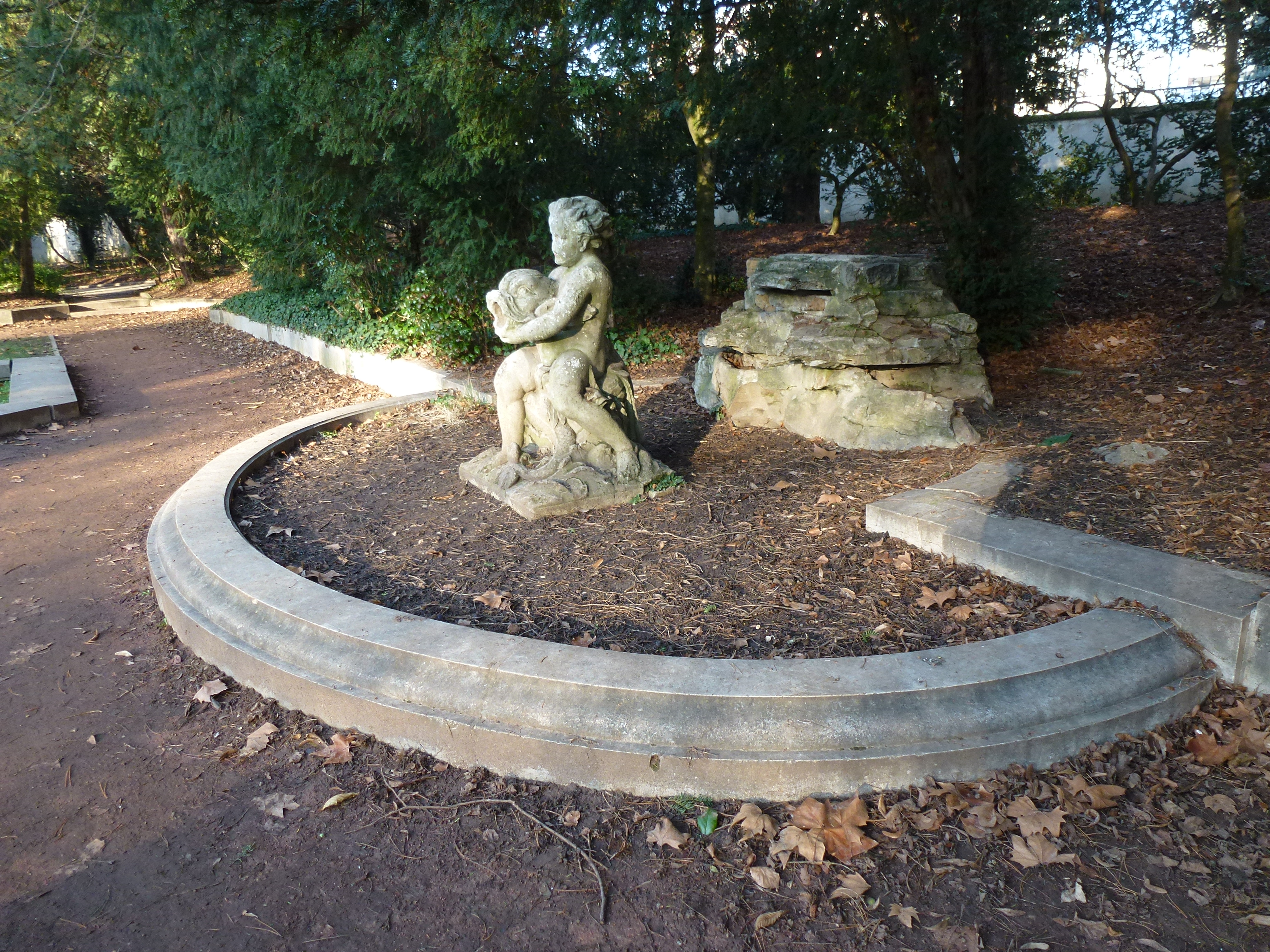
Détail de l'aménagement d'origine

## Les œuvres
Diverses œuvres d'artistes contemporains tels que César, Gérald Martinand, Jean-Pierre Raynaud, Geneviève Dumont, Gérard Michel, Markus Raetz, Bernard Pagès, Alain Lovato, Takis et Ulrich Rückriem sont exposées dans le parc depuis les années 1980. Par ailleurs, la villa héberge des institutions culturelles.

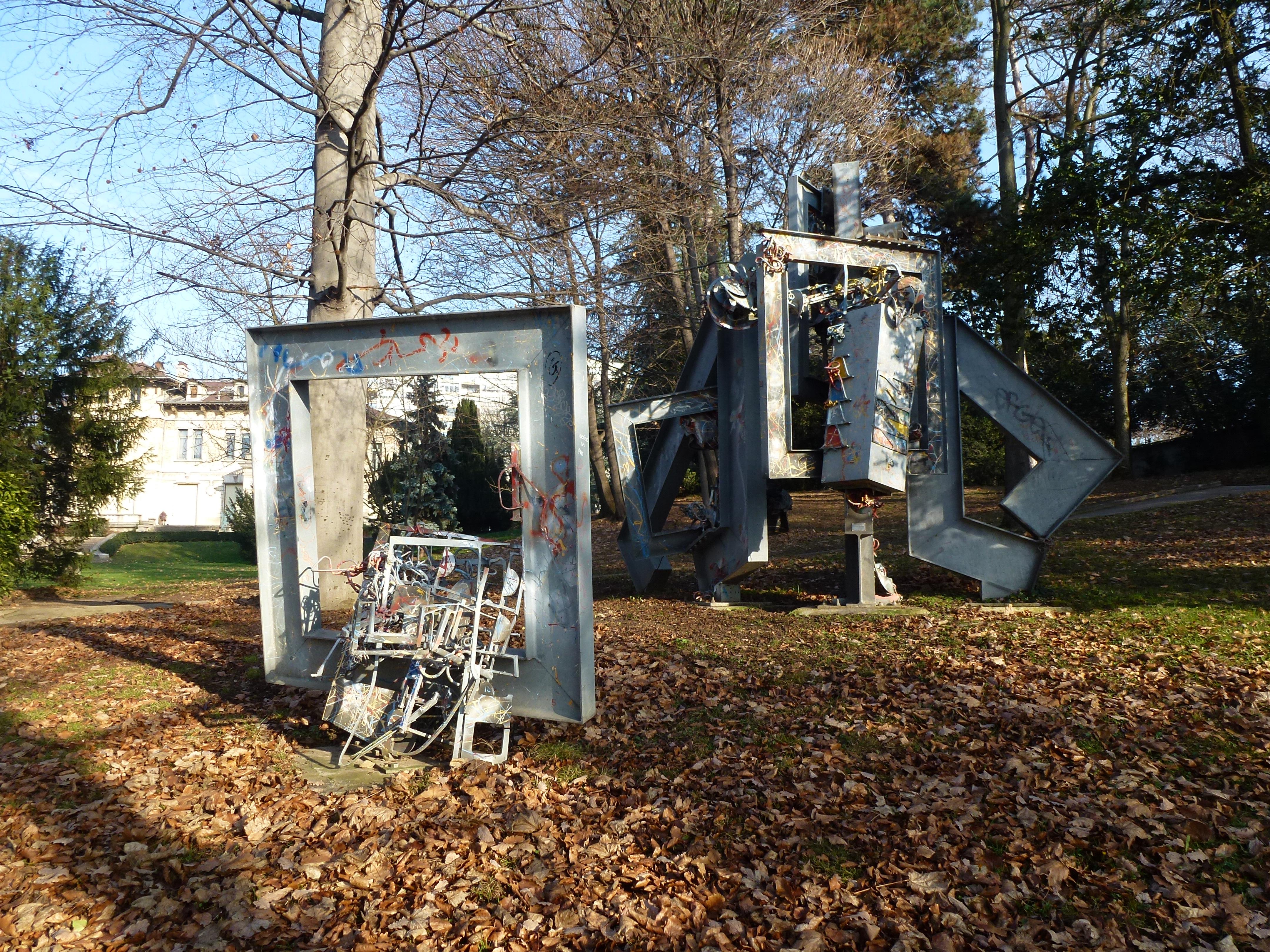
Duplex (Gérald Martinand).
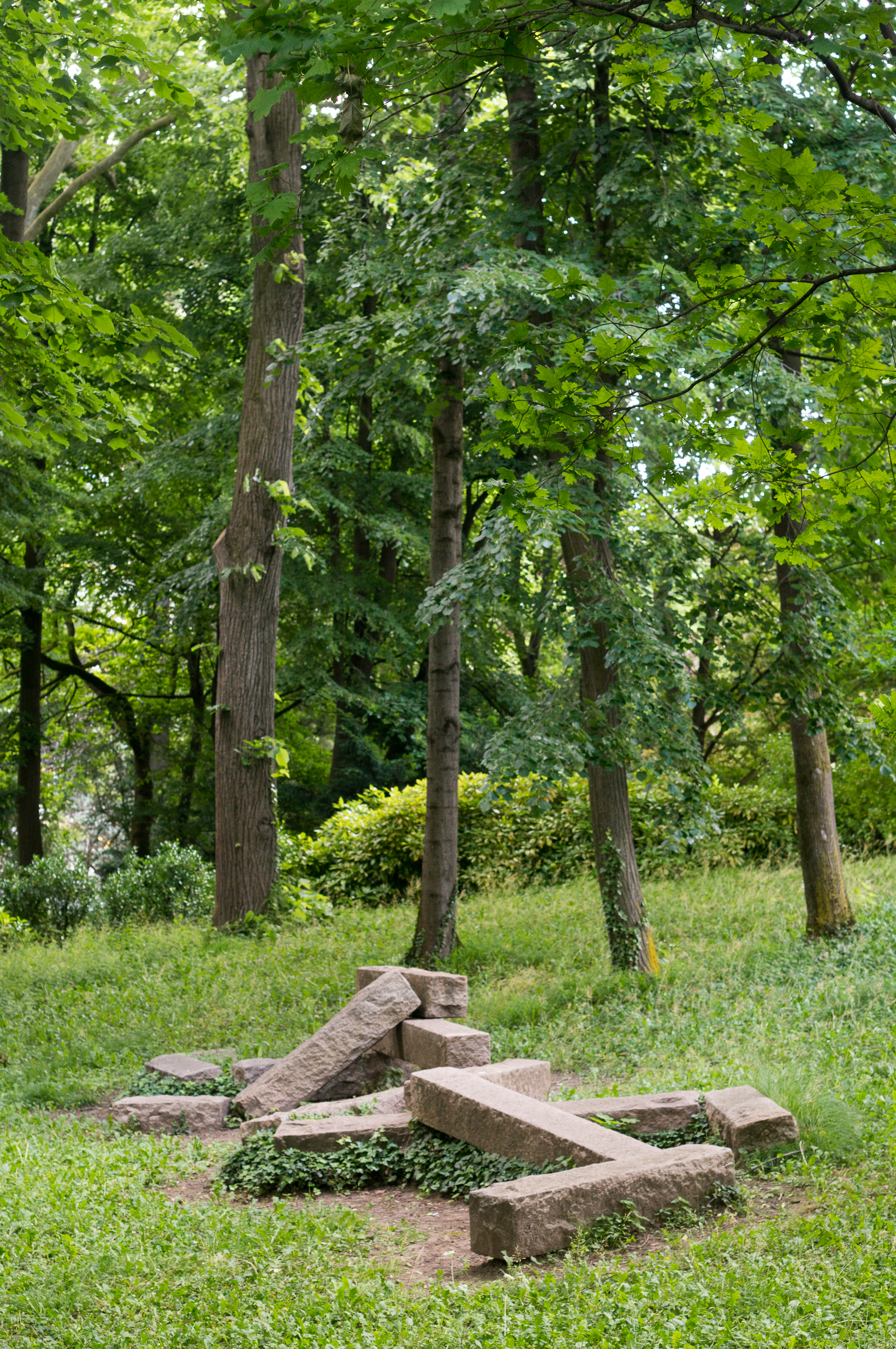
Mimi (Markus Raetz).

## Les activités
On trouve dans le parc plusieurs aires de jeu ainsi que des équipements de musculation. On peut également y pratiquer le parcours d'orientation.
Un souterrain nommé "Salamandre" est situé au sud du Parc. Il est composé d'anciens cachots et de salamandres vivant au bout du souterain, d'où son nom.

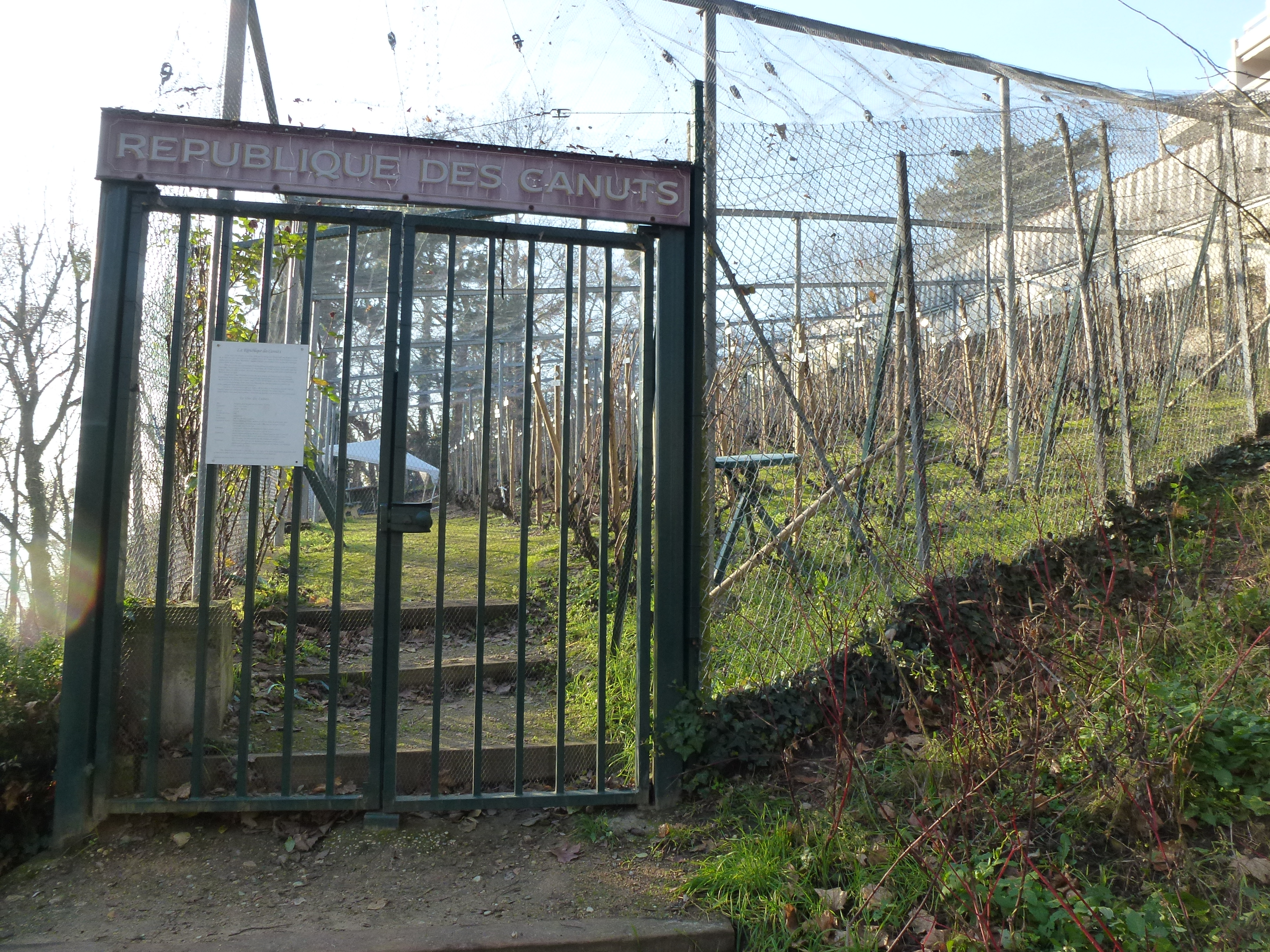
La vigne

## Lavigne
L'association La république des Canuts (jumelée avec la République de Montmartre) y cultive une vigne (300 pieds de cépage gamay) depuis février 1986. Les vendanges ont lieu en septembre. Le raisin est ensuite pressé sur la place de la Croix-Rousse. Le vin produit porte l'appellation Clos des Canuts.